# Ulica Józefa Dietla w Krakowie
Ulica Józefa Dietla, planty dietlowskie – ulica w Krakowie, w dzielnicy I Stare Miasto, pomiędzy Kazimierzem a Stradomiem i Wesołą.

## Historia
Ulica powstała w miejsce zasypanego koryta Starej Wisły. Pomysłodawcą był prezydent miasta Józef Dietl, a projektantem B. Malecki. Budowa plant była częścią planu porządkowania i rozwoju urbanistycznego Krakowa. Ulica została wybudowana w latach 1878–1880 (aktualną nazwę otrzymała w 1879). Miała kilometr długości i 100 metrów szerokości, składała się z dwóch jezdni przedzielonych pasem zieleni o powierzchni 4,96 ha. Jej naturalnym przedłużeniem (wynikającym z przebiegu zasypanego koryta rzeki) była aleja Ignacego Daszyńskiego.
Parkowa zieleń uległa znacznej degradacji podczas I wojny światowej, głównie wskutek budowy rowów strzeleckich. W latach 20. XX wieku nastąpiło częściowe odrestaurowanie roślinności według projektu Aleksandra Gauzego, inspektora ogrodów miejskich. Przez kolejne lata jednak rosnące potrzeby komunikacyjne arterii przyczyniły się do stopniowego zawężania terenów zielonych na rzecz jezdni. Swój parkowy charakter ulica ostatecznie utraciła w 1970, po wybudowaniu torowiska tramwajowego w stronę mostu Grunwaldzkiego.

## Zabudowa
Pod numerem 36 znajduje się zabytkowy zespół po klasztorze bernardynek, a pod numerem 30 kościół garnizonowy św. Agnieszki.
Przy zbiegu ulic Dietla (pod numerem 42) i Stradomskiej (pod numerem 27) znajduje się kamienica Ohrensteina, projektu Jana Zawiejskiego. Jest to wybudowany w latach 1911–1913 pięciokondygnacyjny budynek, którego kopuła do II wojny światowej zwieńczona była iglicą. Jego właścicielami byli Mojżesz Löbel Ohrenstein, handlarz win, oraz jego żona Róża (Reizel), z domu Wald.
W XIV wieku mieszczanin Mikołaj Loszek uzyskał od Władysława Jagiełły obszar między dzisiejszymi ulicami Stradomską i św. Agnieszki, na którym postawił dom z ogrodem. Od końca XV do początku XVIII wieku obszar ten, w kształcie trójkąta, nazywano „Raj”. Znajdujące się po drugiej stronie ul. Stradomskiej, zamieszkane przez rzemieślników, domostwa spłonęły całkowicie w czasie wielkiego pożaru w XV wieku, co dało asumpt do nazwania tego kwartału „Piekłem”. Obecnie w miejscu tym stoi kamienica o numerze 44, powstała na terenie po pogorzelisku w 1865. Dwie najwyższe kondygnacje dobudowano w latach 1926–1929. W kalendarzu Józefa Czecha na rok 1906 zapisano, że właścicielami byli Hinda i Nahem Jacobsohnowie oraz Amelia i Zygmunt Markheimowie.
W zabytkowym budynku pod numerem 70 mieści się szkoła.
Na tyłach kamienic zachodniej pierzei, w kwartale między ulicami Stradomską, św. Gertrudy, św. Sebastiana i Józefa Dietla, znajduje się ogród księży misjonarzy.
W północno-wschodniej części nad ulicą przebiega wybudowany w latach 1861–1863 wiadukt kolejowy w Grzegórzkach.

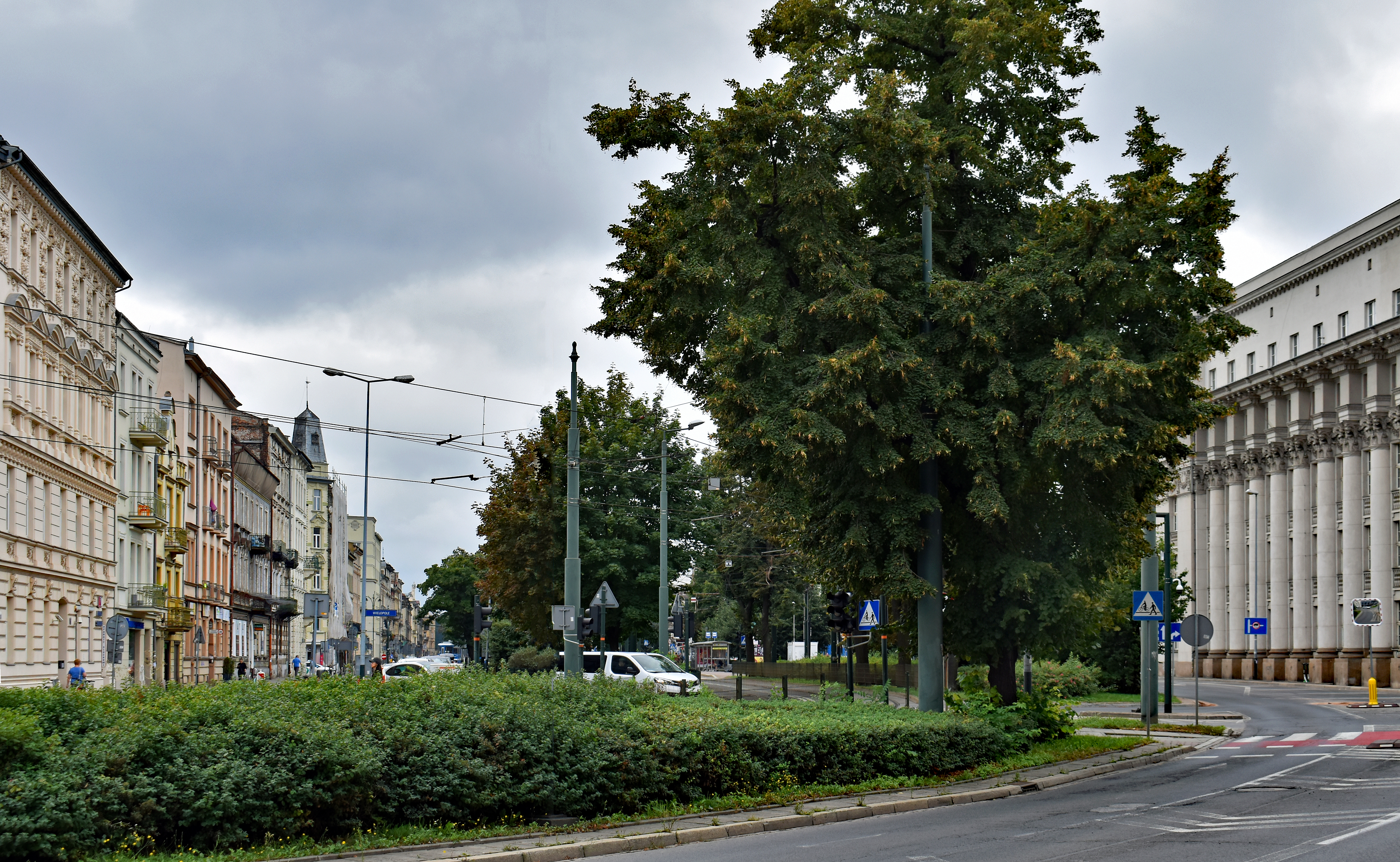
Ulica Dietla widziana spopod wiaduktu kolejowego na południe
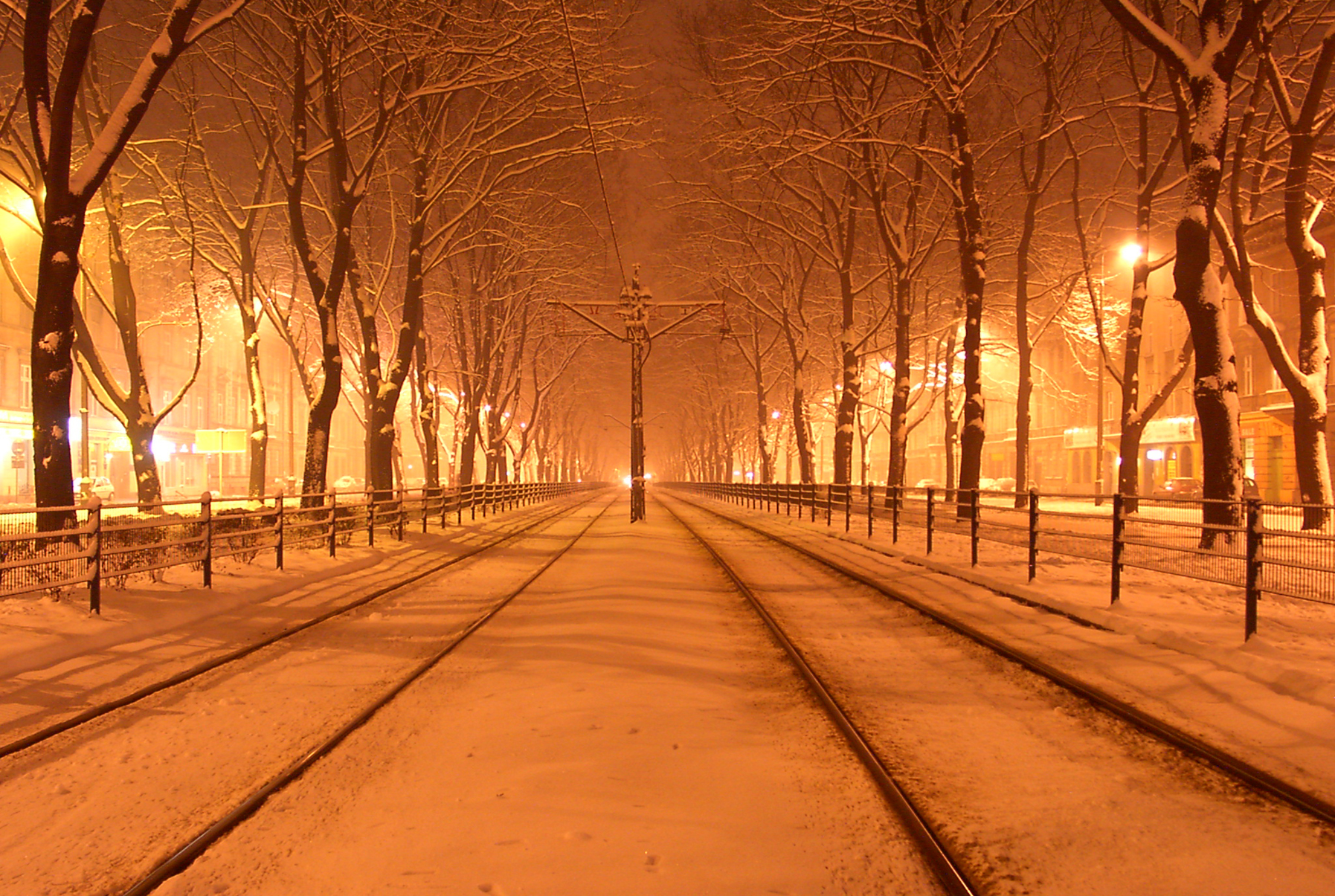
Ulica Józefa Dietla w zimowej scenerii
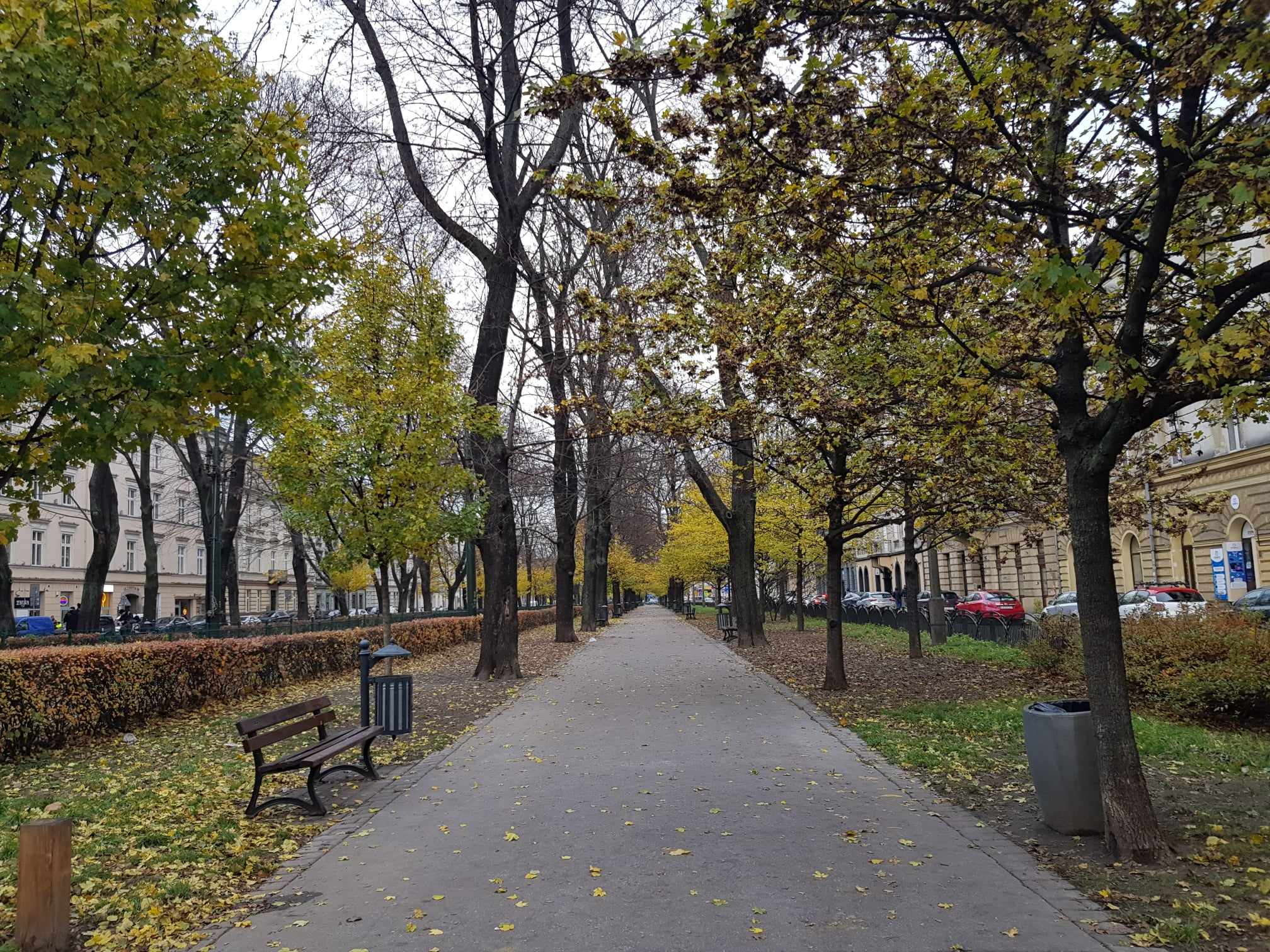
Planty Dietlowskie, widok na północny wschód
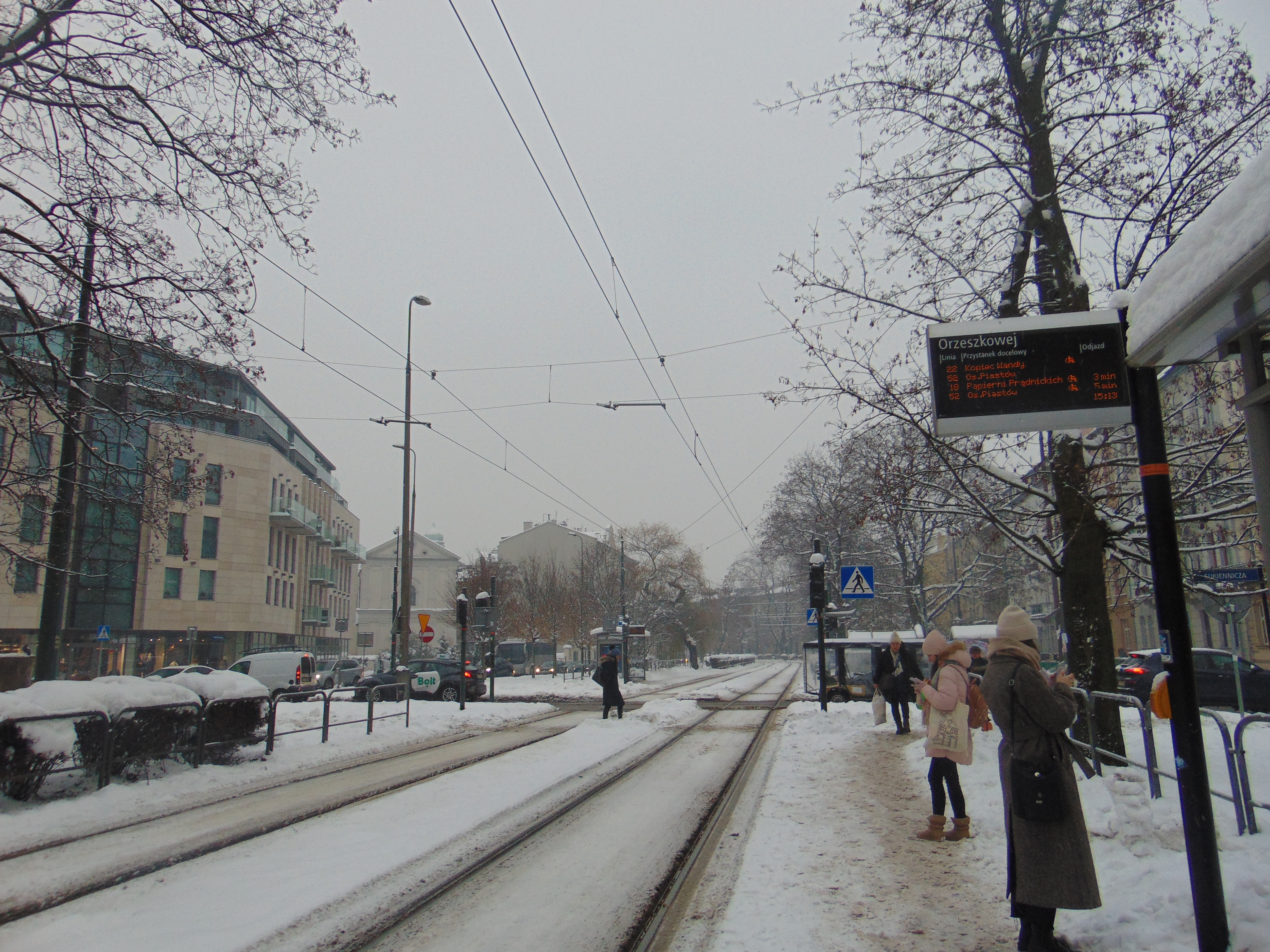
Widok na ulicę od przystanku tramwajowego „Orzeszkowej”

## Budynki

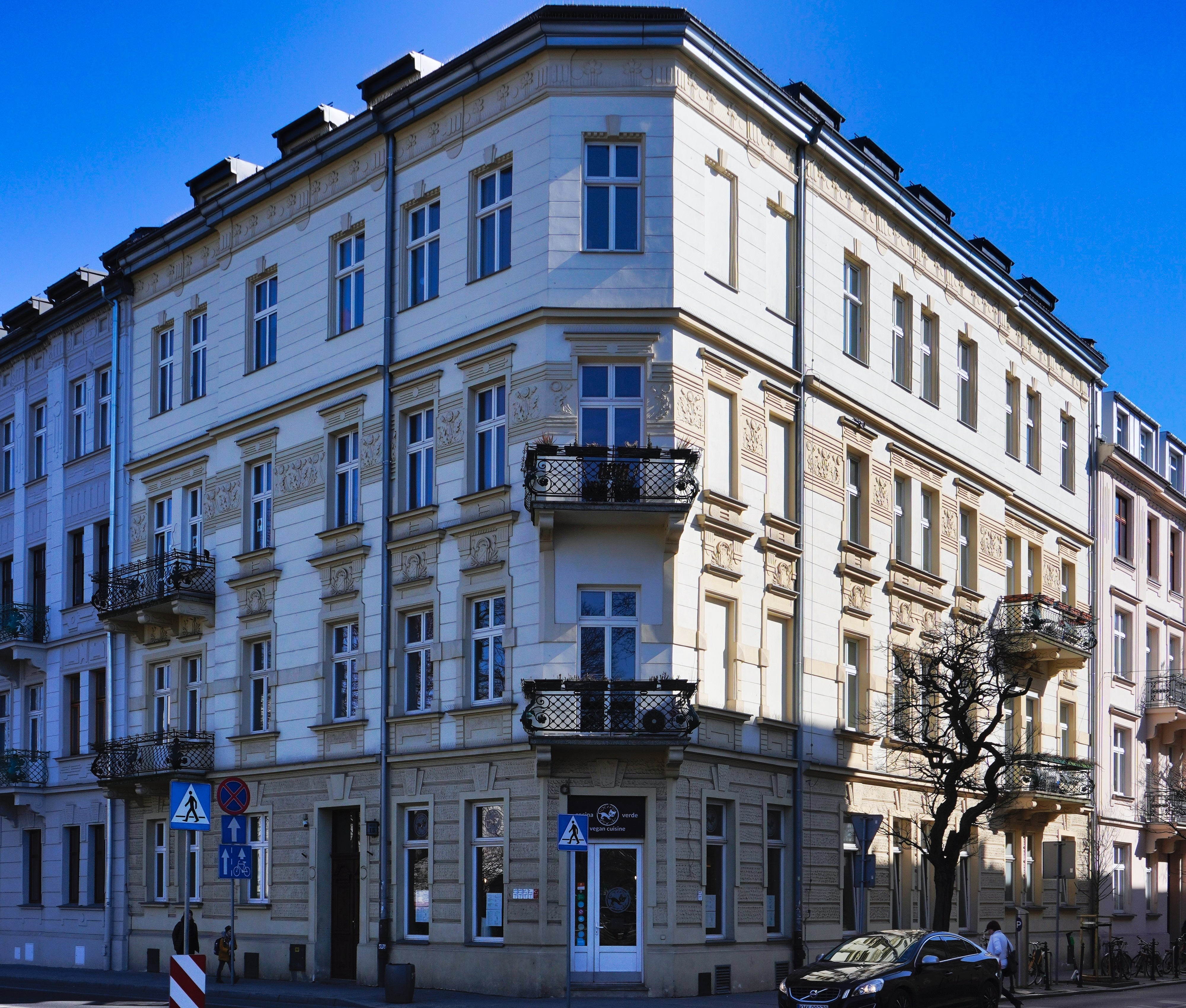
ul. Józefa Dietla 15 Kamienica (proj. Beniamin Torbe, 1908–1909)
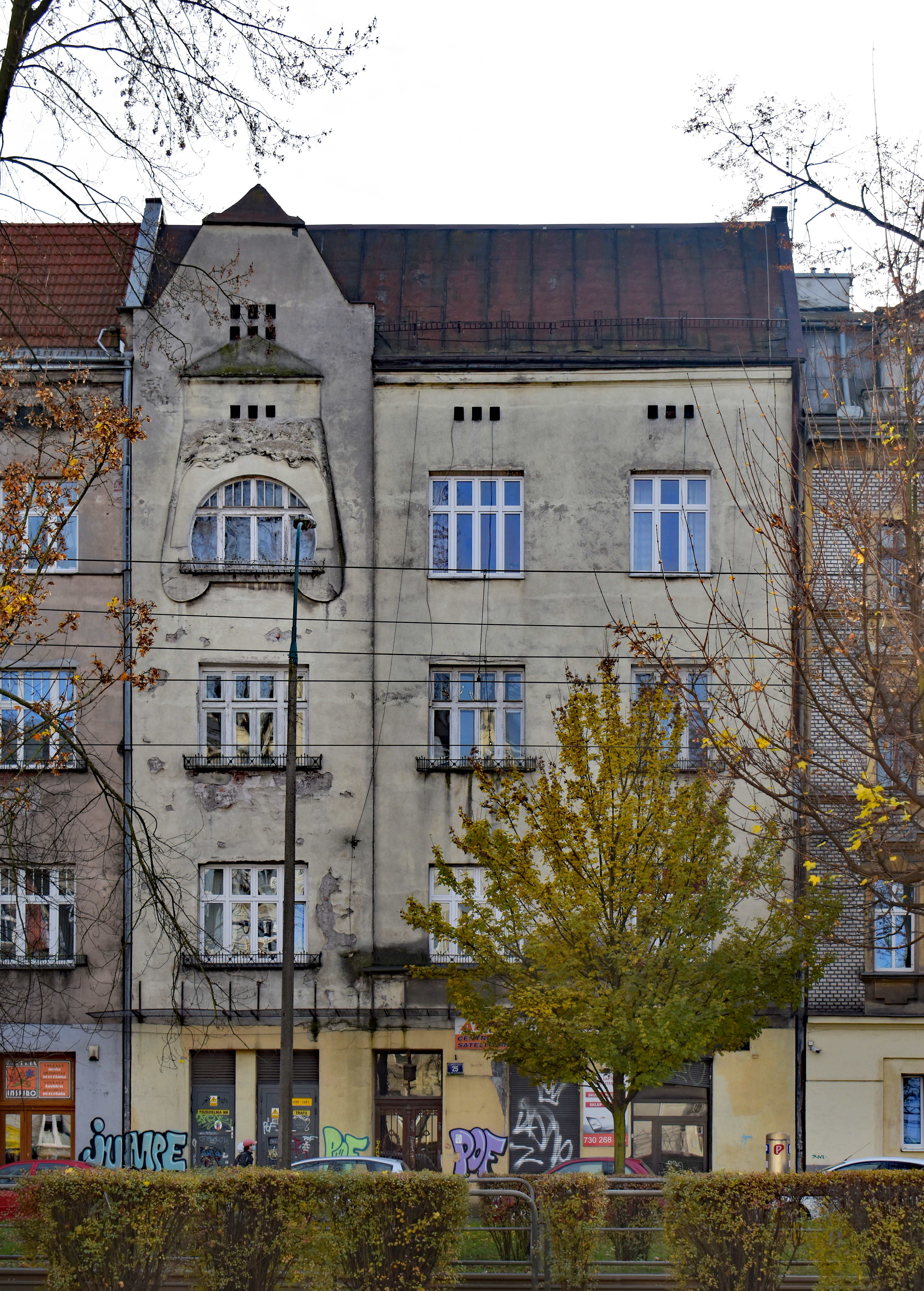
ul. Józefa Dietla 25 Kamienica (proj. Ferdynand Liebling, 1908)
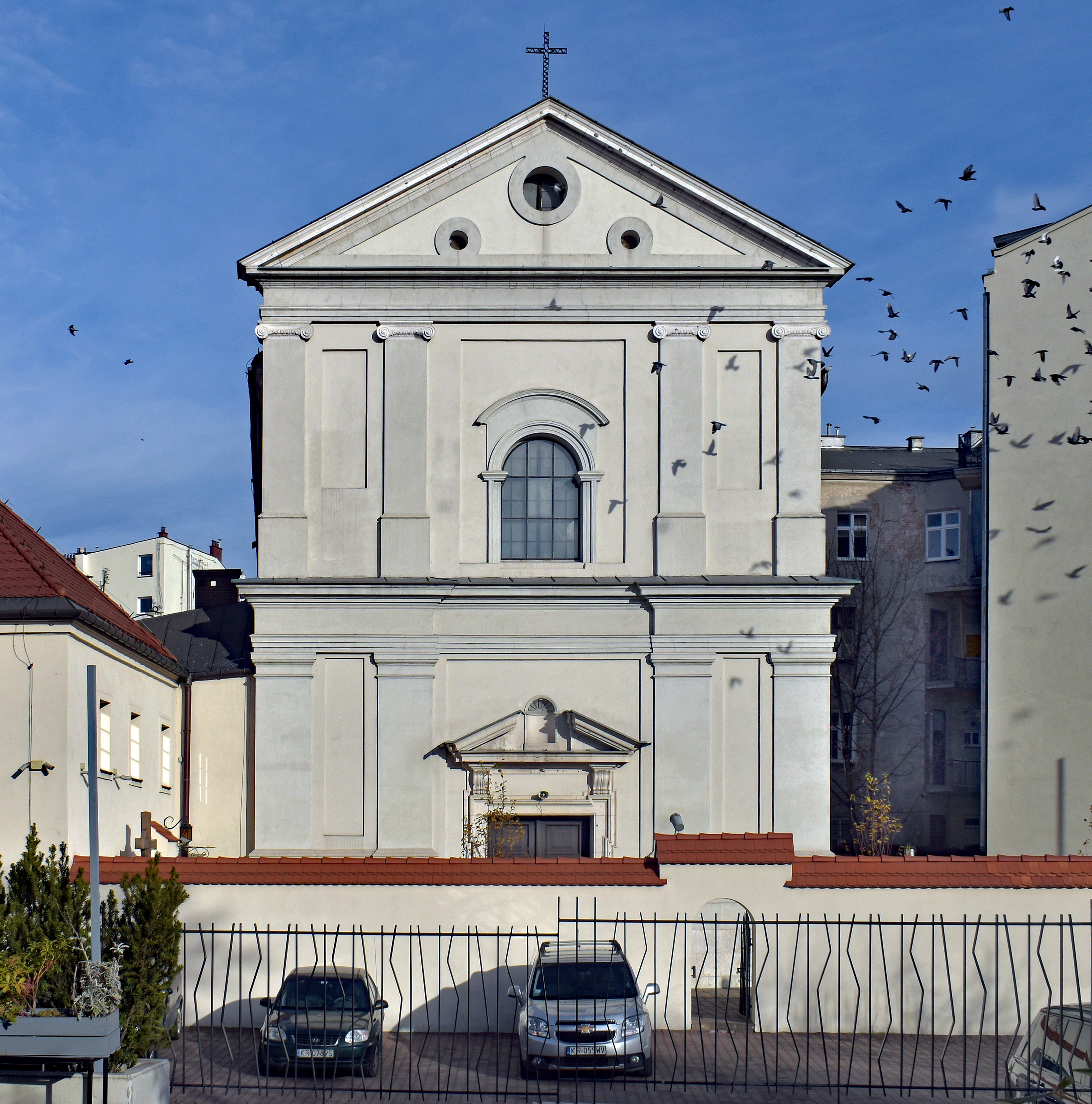
ul. Józefa Dietla 30 Kościół garnizonowy św. Agnieszki
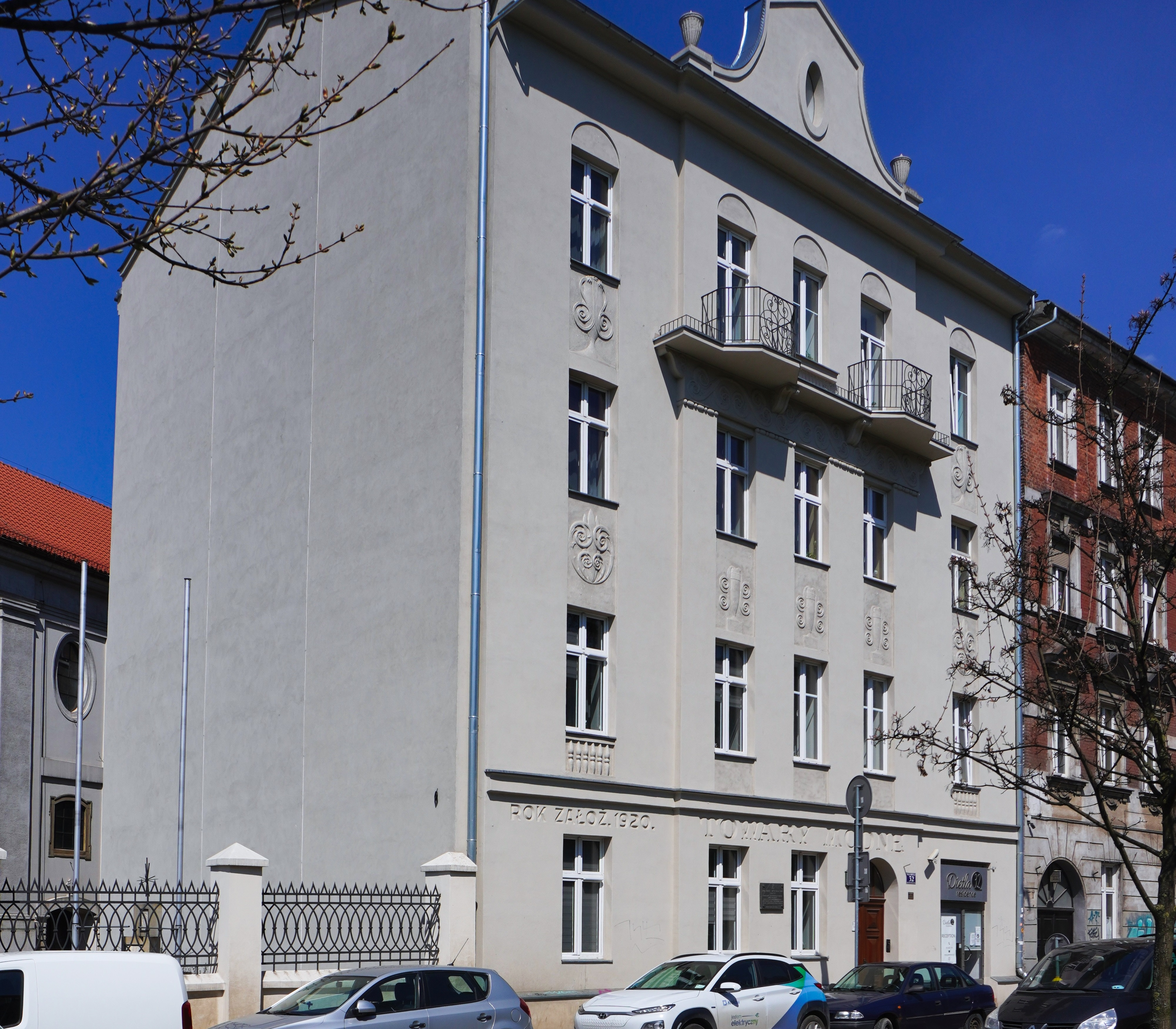
ul. Józefa Dietla 32 Kamienica (proj. Zygmunt Prokesz, 1894)
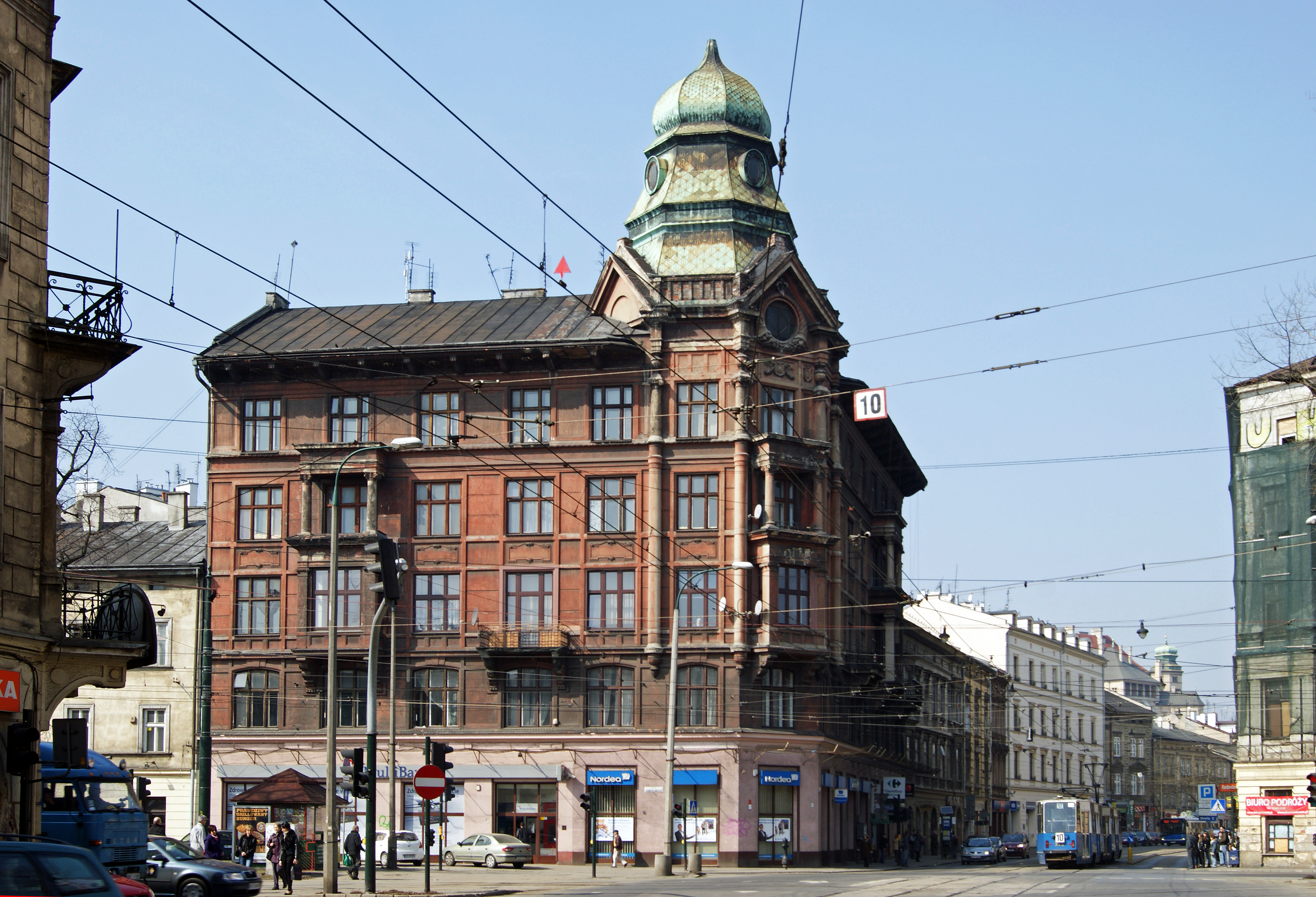
ul. Józefa Dietla 42 (ul. Stradomska 27) Kamienica Ohrensteina (proj. Jan Zawiejski, 1911)
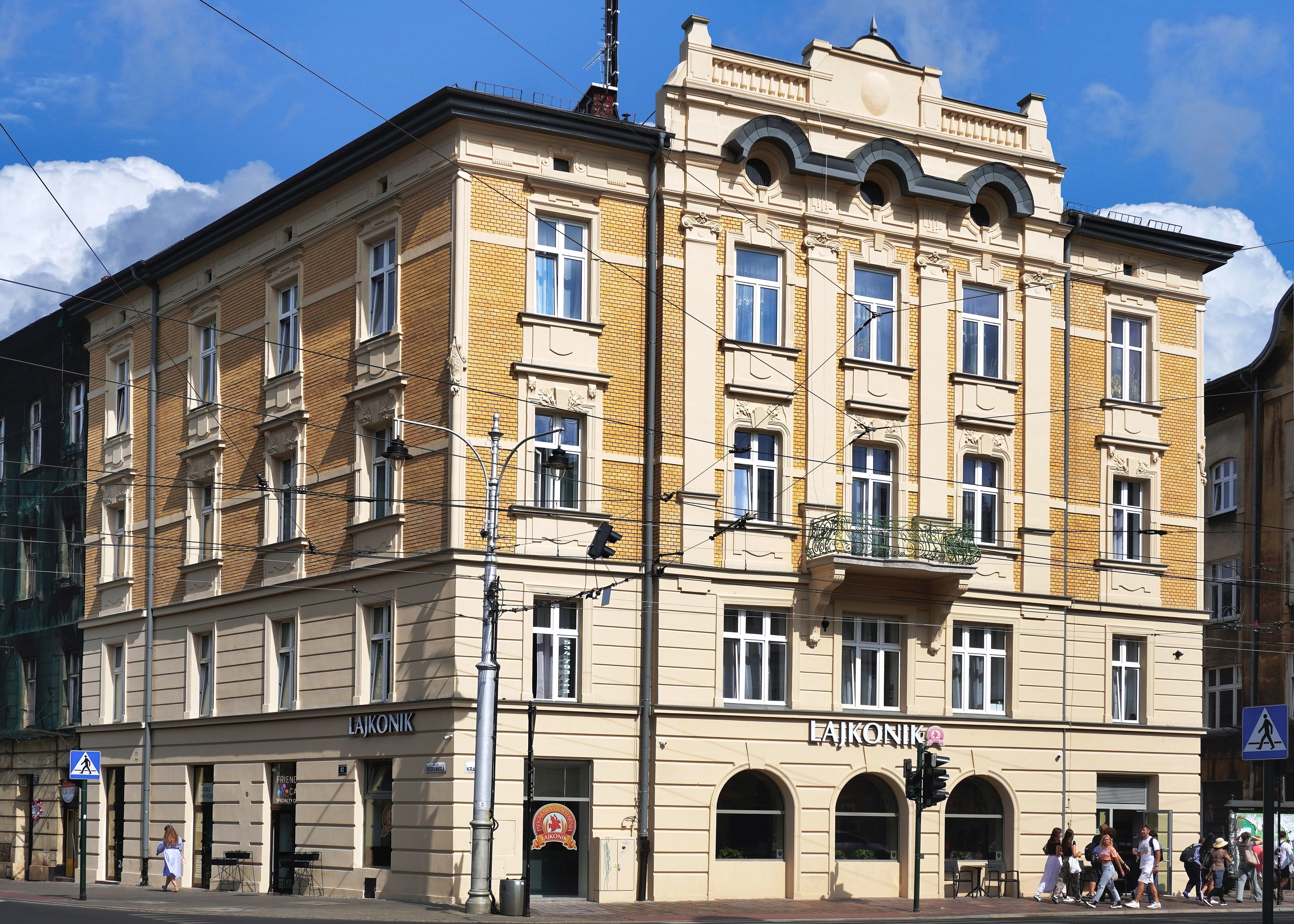
ul. Józefa Dietla 43 Kamienica (proj. Karol Knaus, 1897–1901)
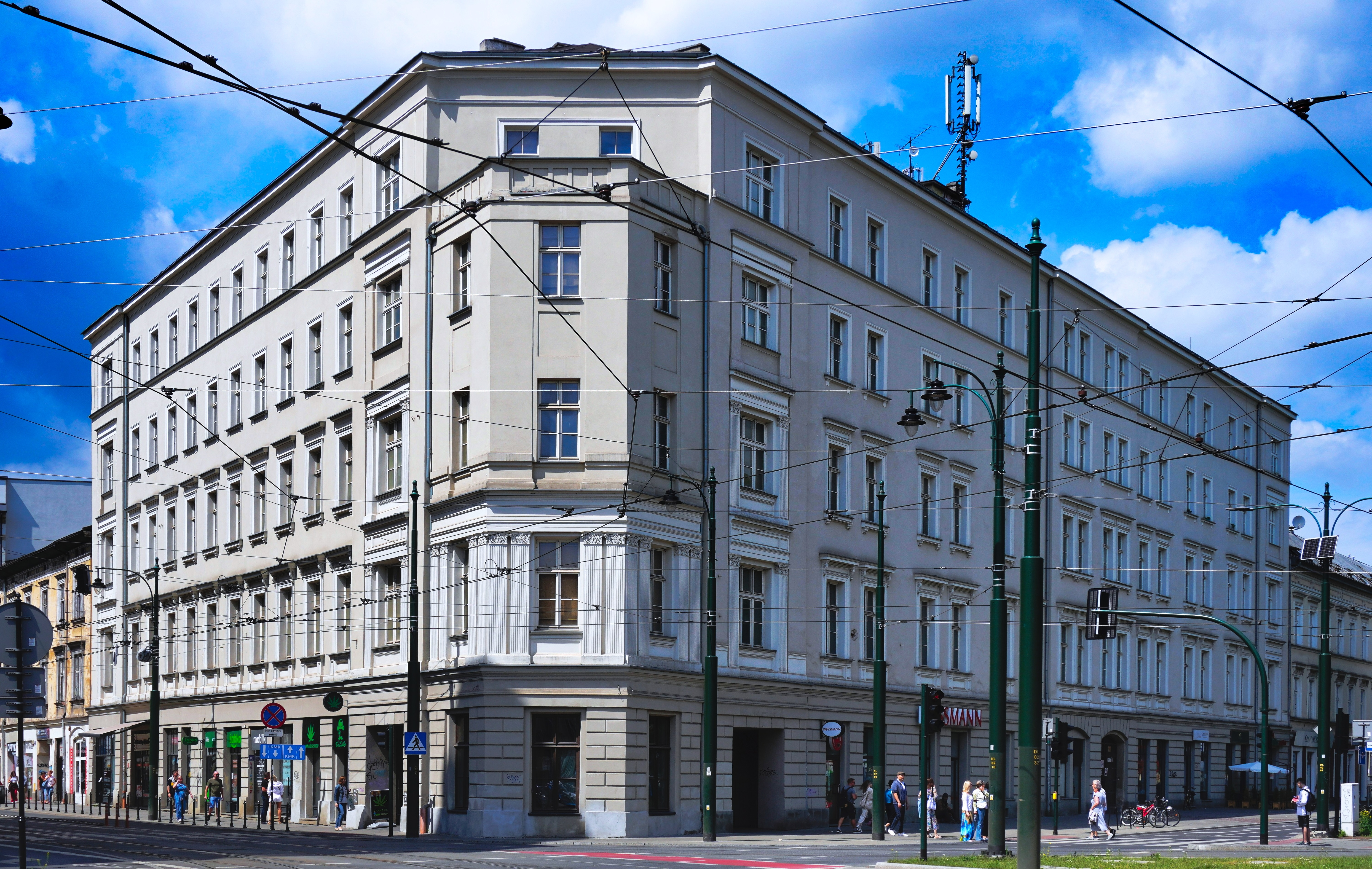
ul. Józefa Dietla 44 Kamienica (proj. Samuel Singer – przebudowa)
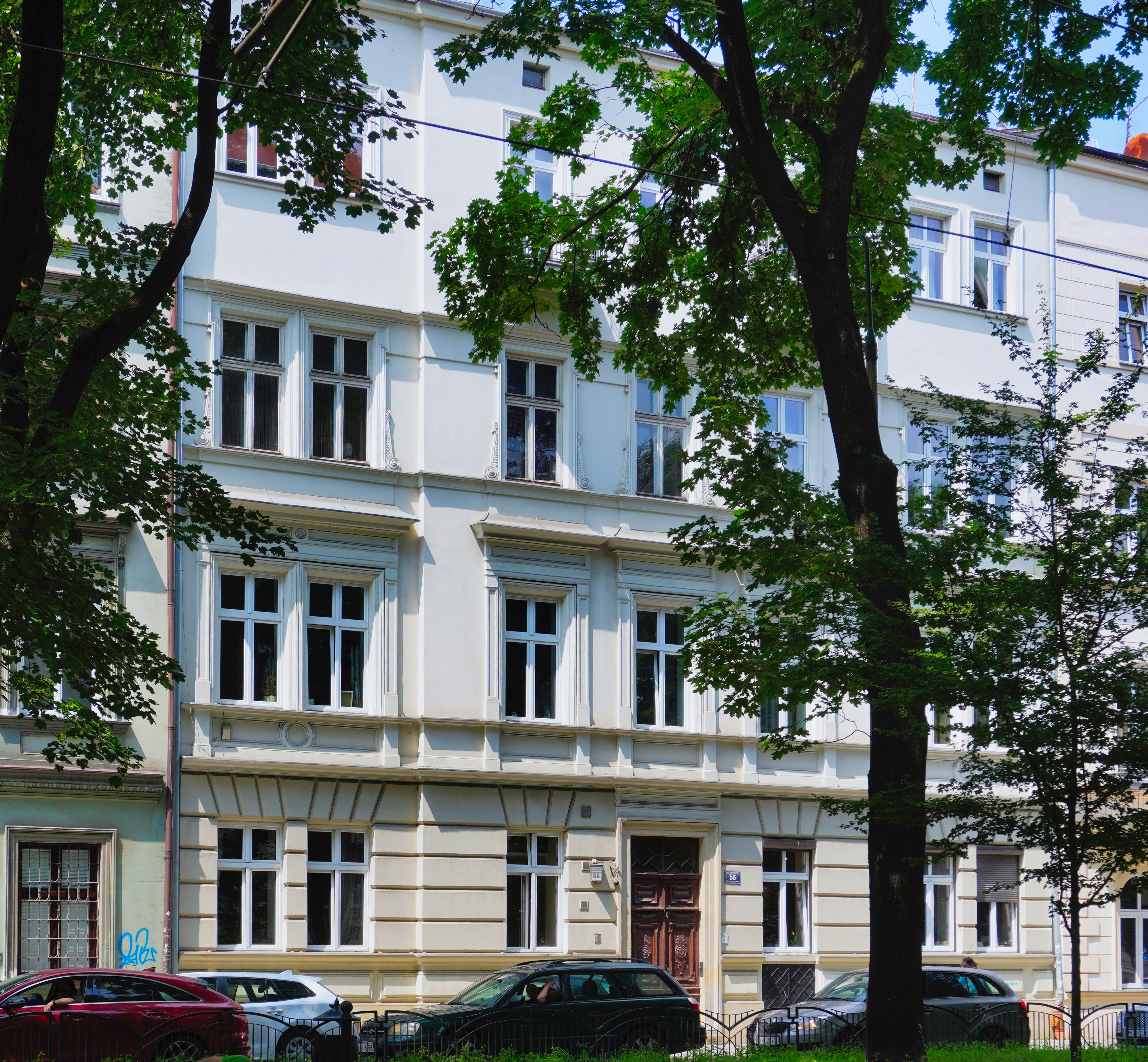
ul. Józefa Dietla 56 Kamienica (1875)
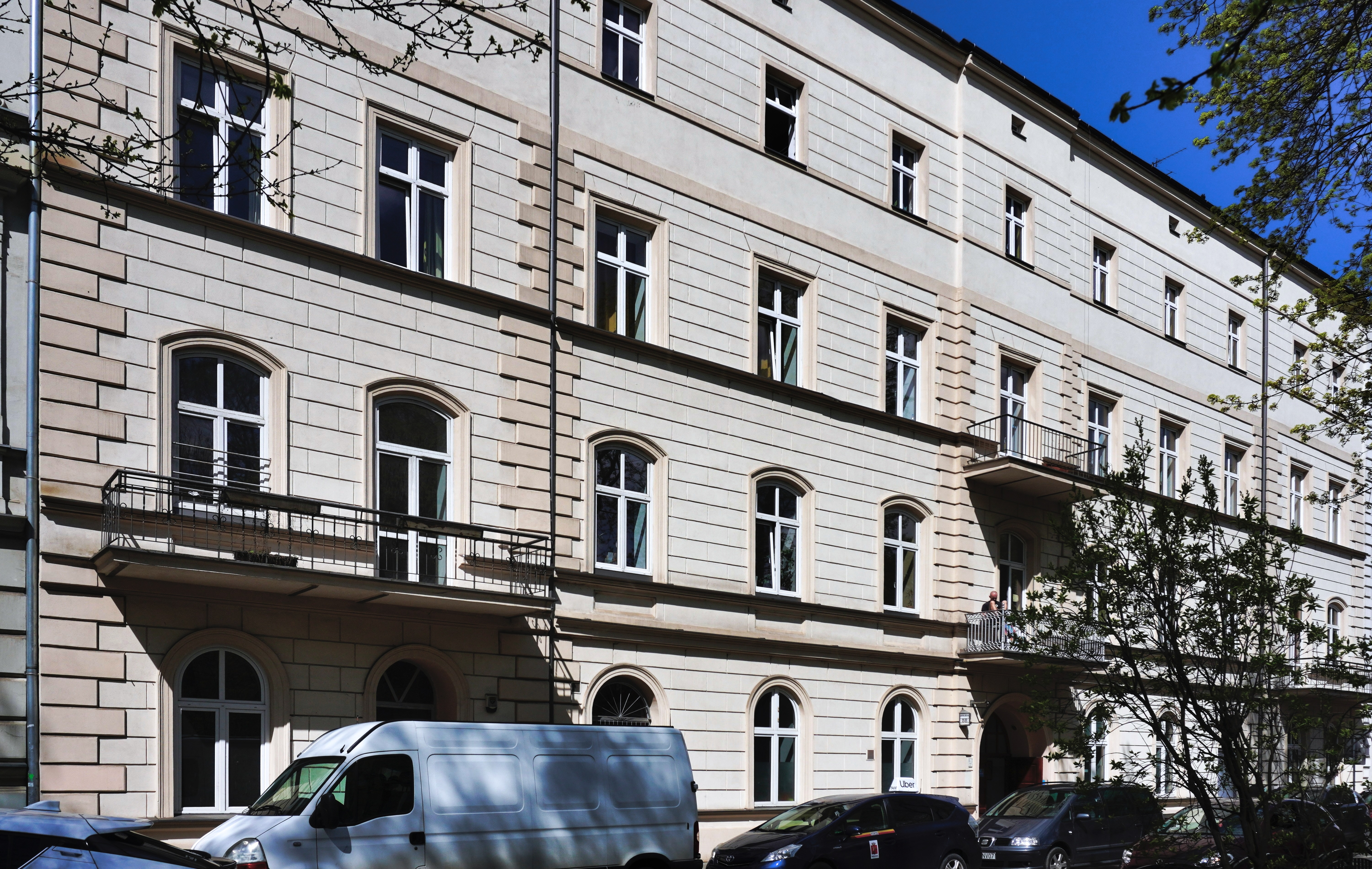
ul. Józefa Dietla 58 Kamienica (proj. Józef Donheiser, 1874–1875)
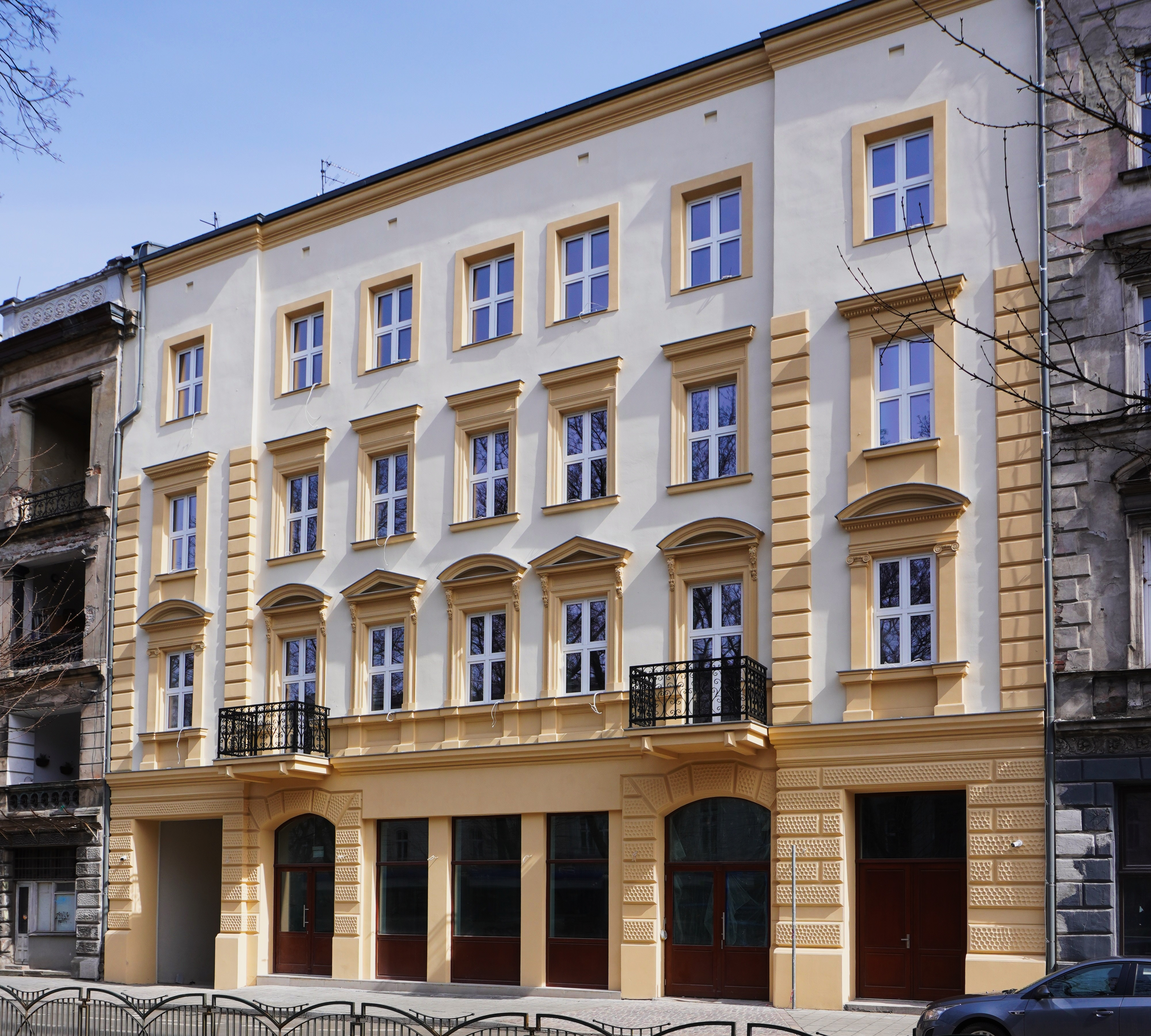
ul. Józefa Dietla 59 Kamienica (proj. Zygmunt Luks, 1888–1890)
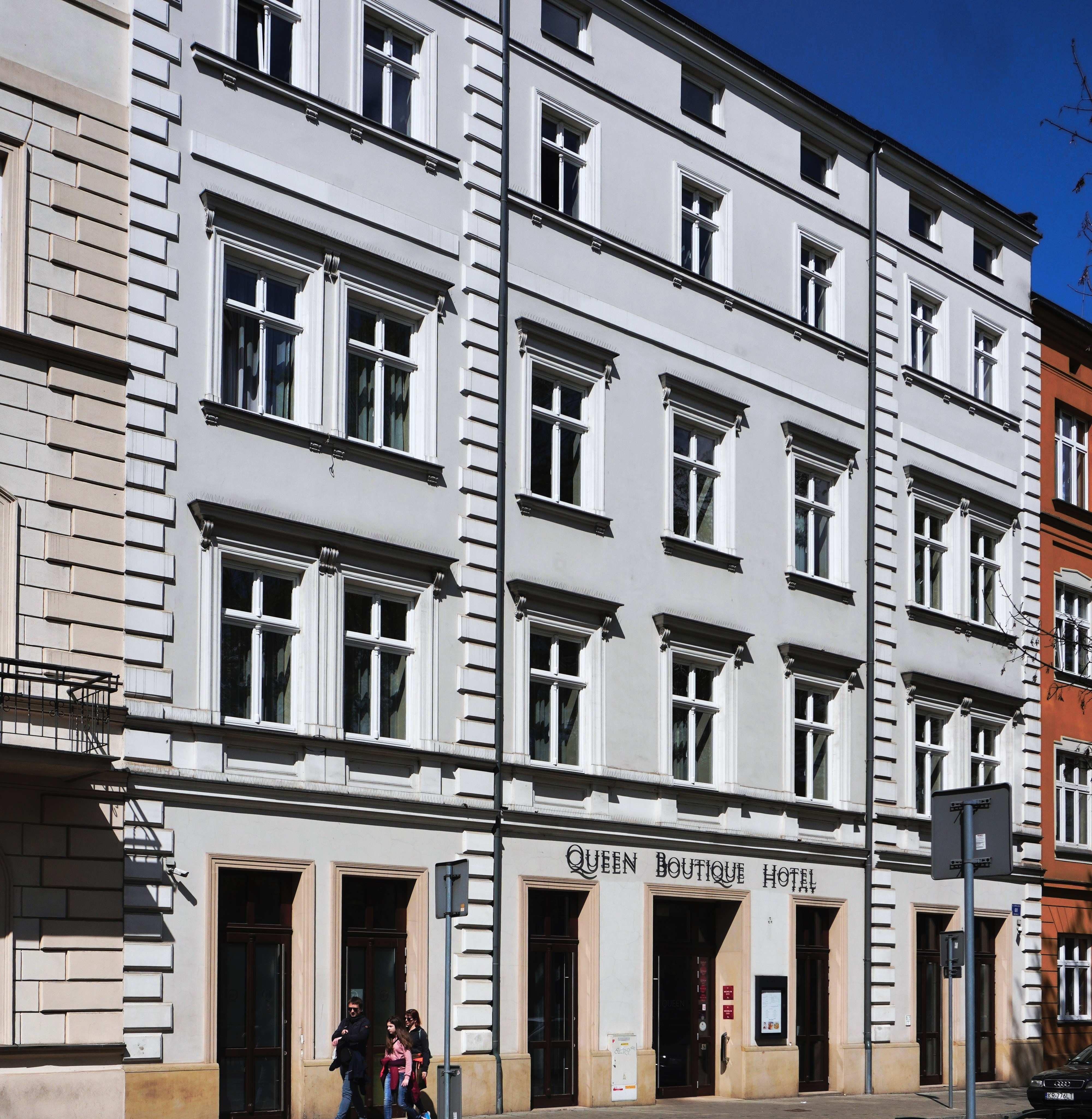
ul. Józefa Dietla 60 Kamienica (proj. Jacek Matusiński, 1874)
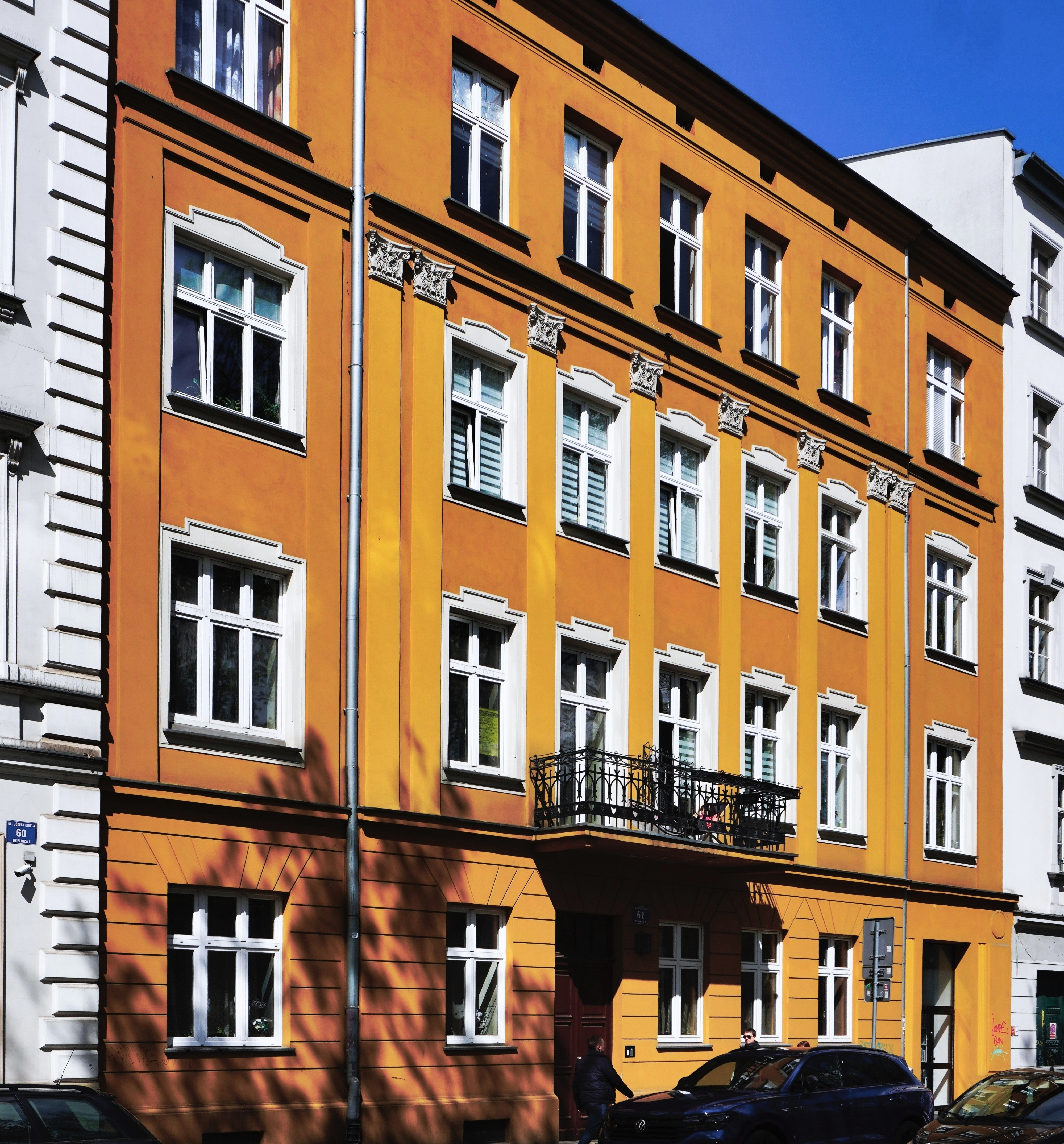
ul. Józefa Dietla 62 Kamienica (proj. Maurycy Tlachna, 1880)
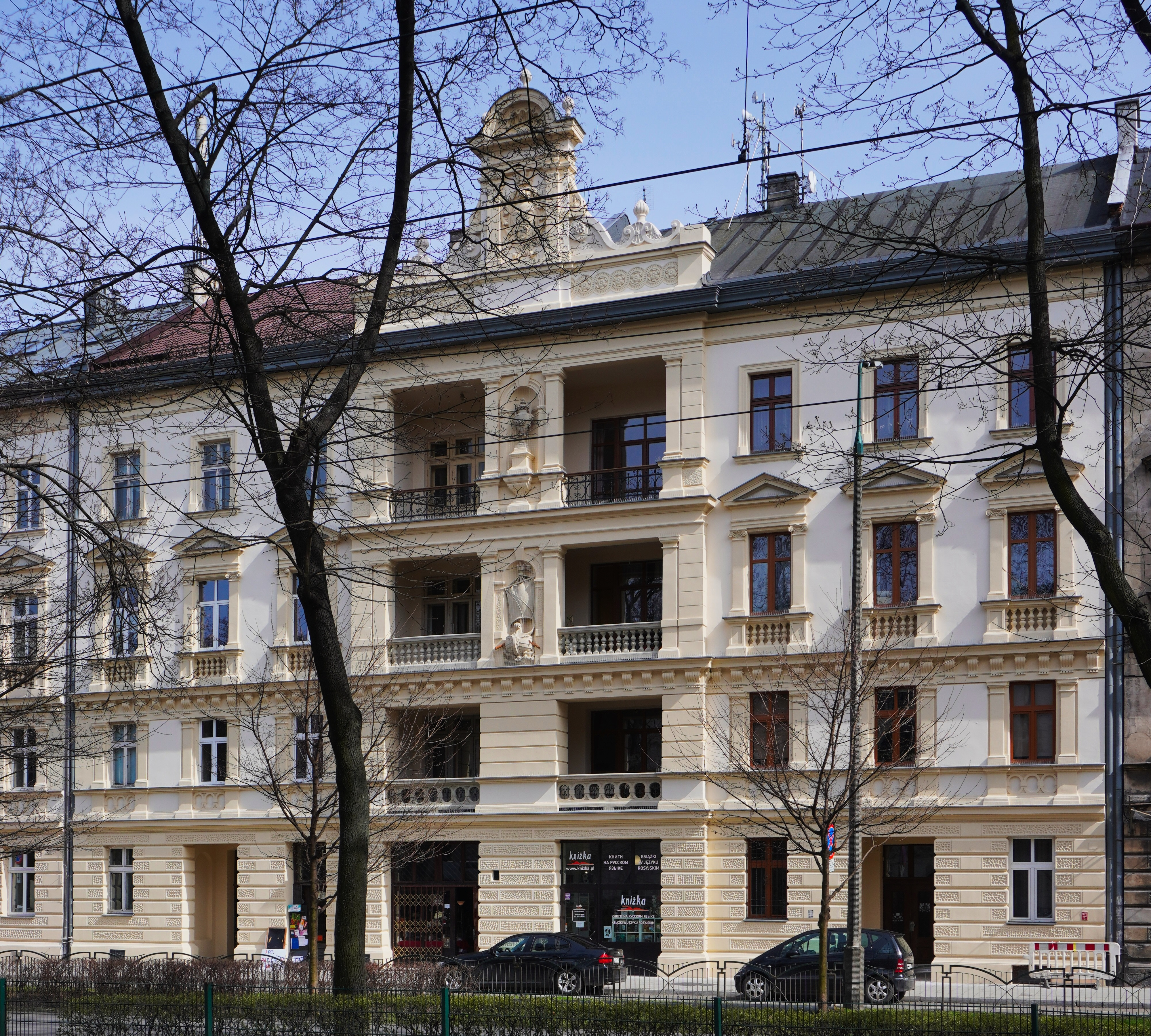
ul. Józefa Dietla 63–65 Kamienice (proj. Karol Knaus, 1890)
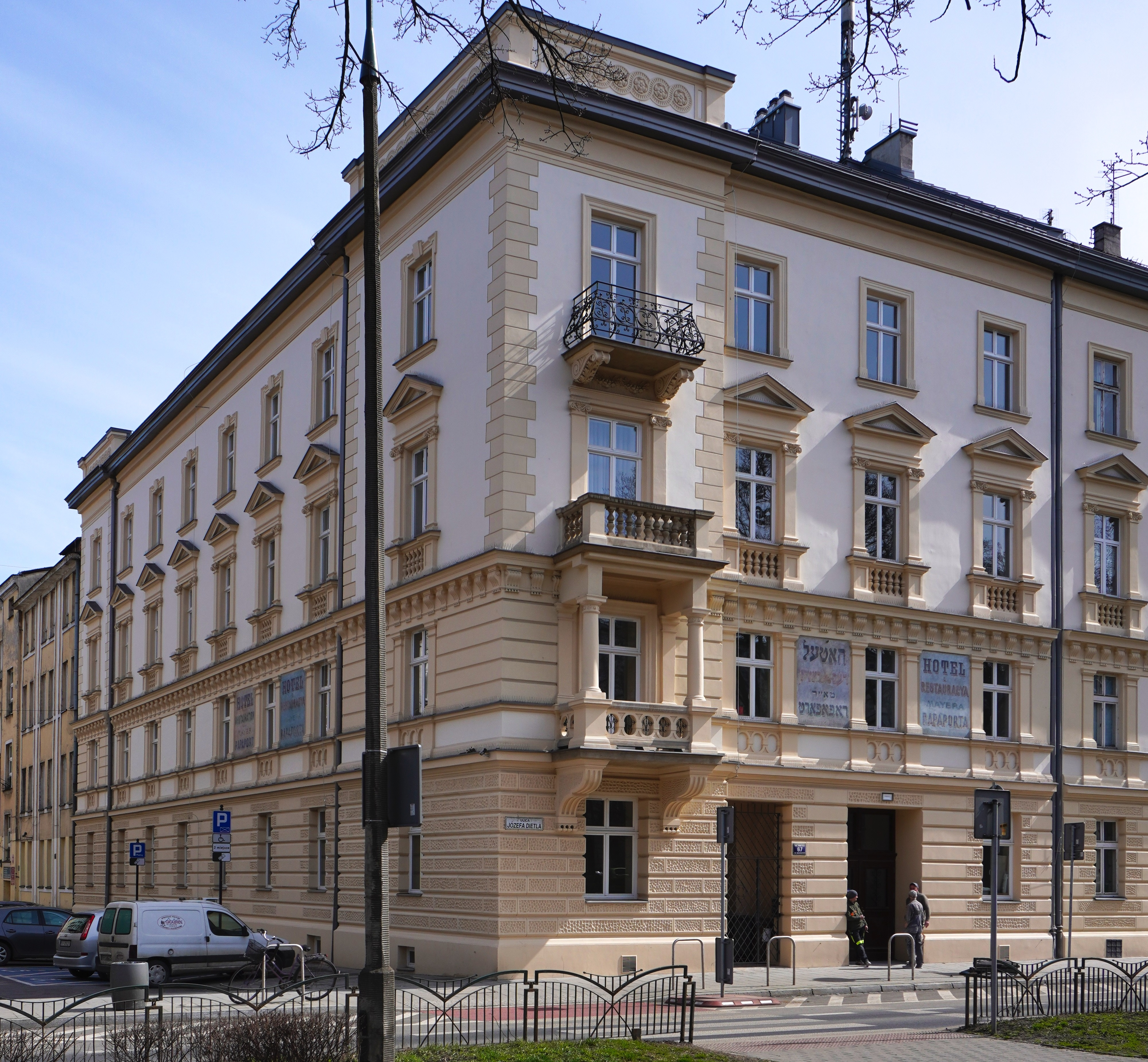
ul. Józefa Dietla 67 Kamienica (proj. Karol Knaus)
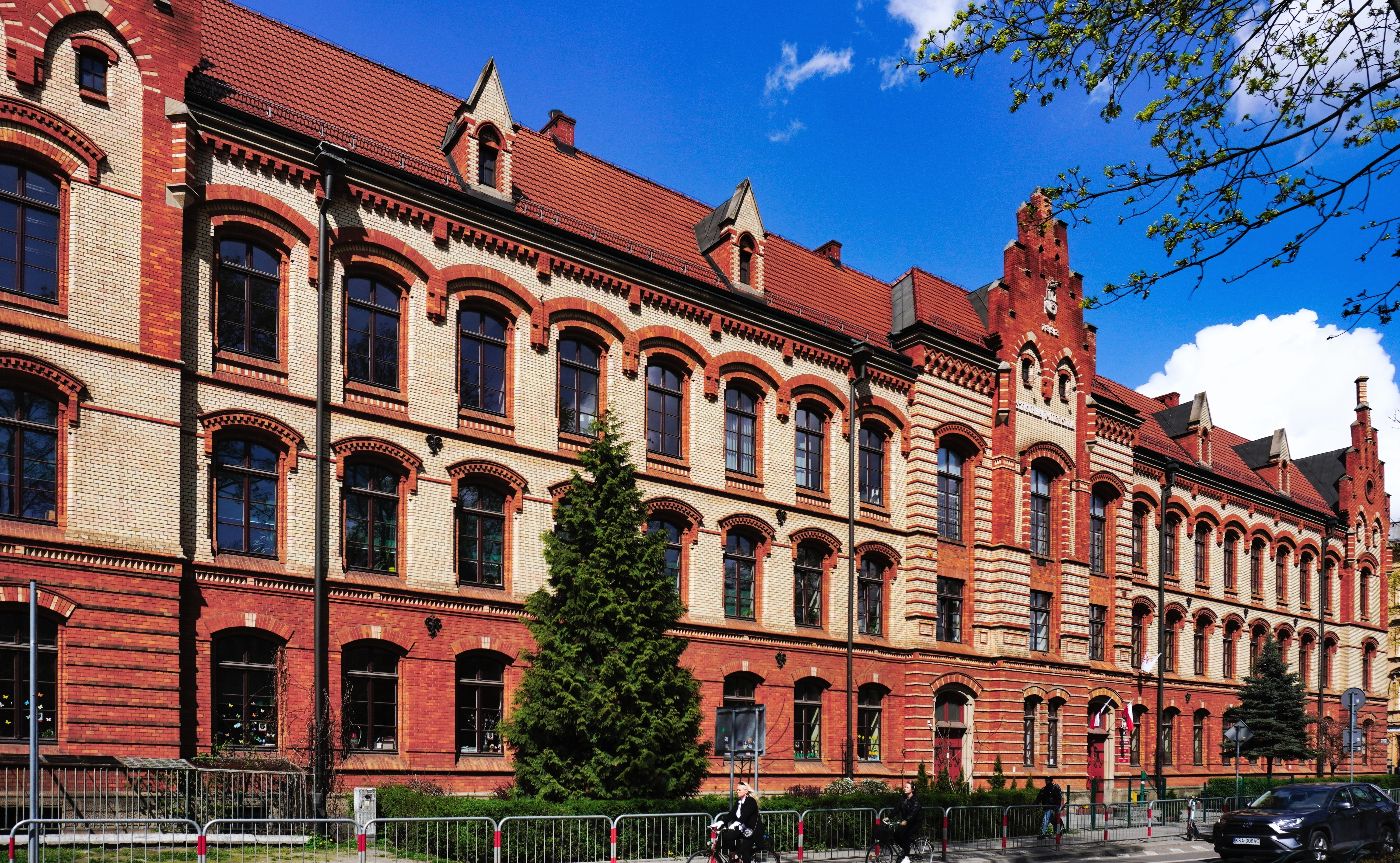
ul. Józefa Dietla 70 Szkoła Miejska, obecnie Szkoła Podstawowa nr 16 (proj. Stefan Żołdani, 1891–1892)
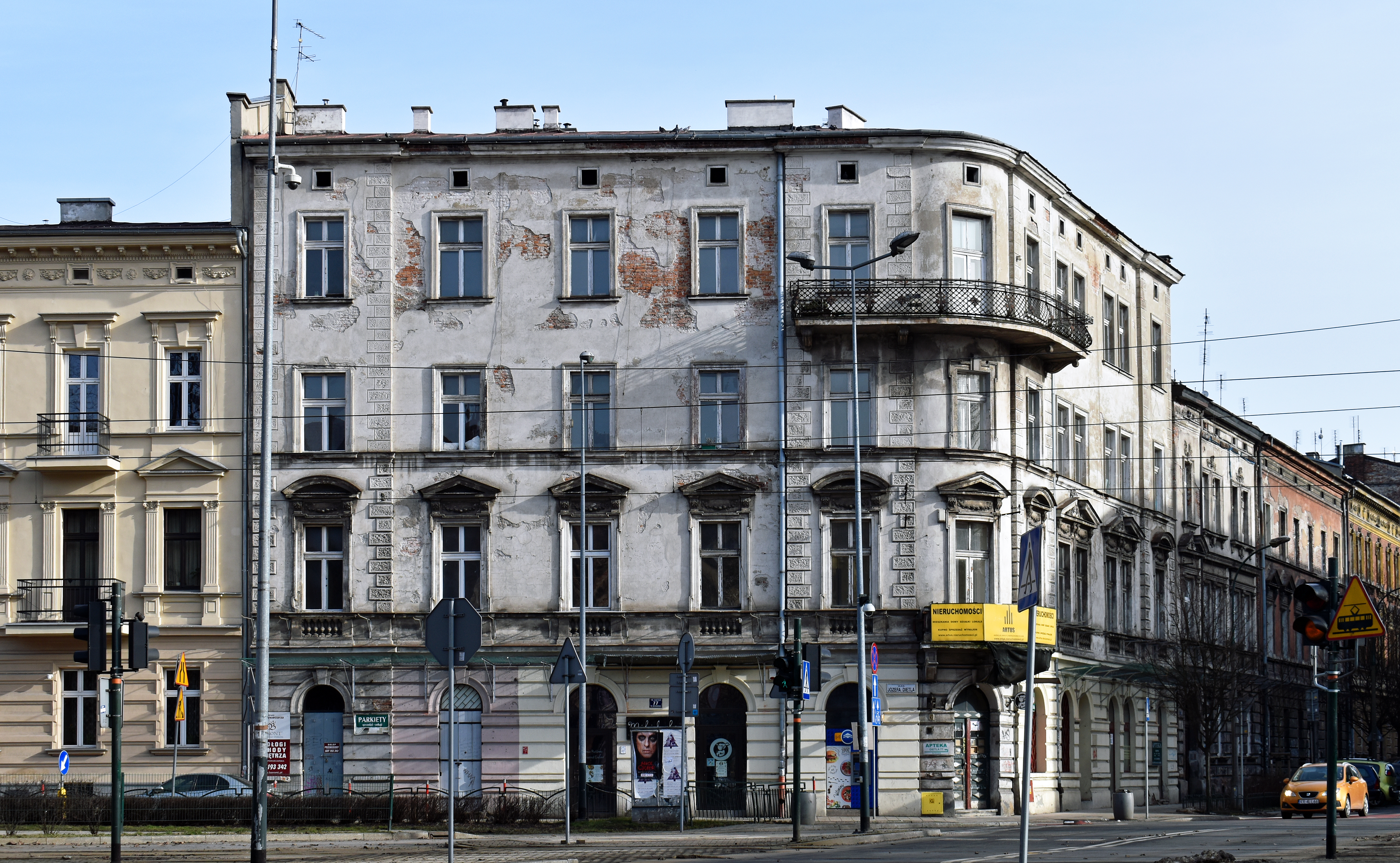
ul. Józefa Dietla 77 Kamienica (proj. Karol Knaus, 1890)
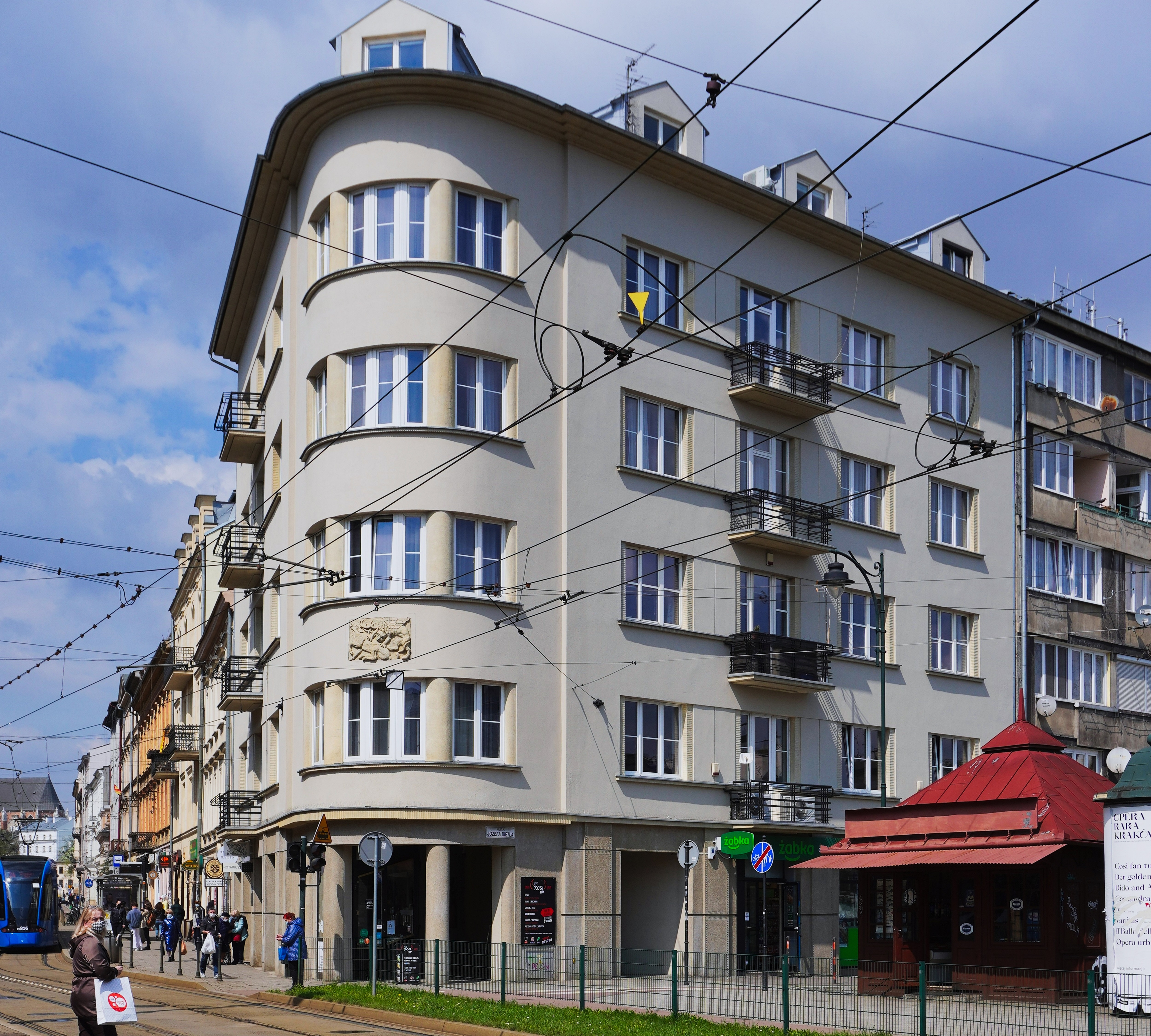
ul. Józefa Dietla 78 Kamienica (proj. Samuel Nebenzahl, 1936–1937)
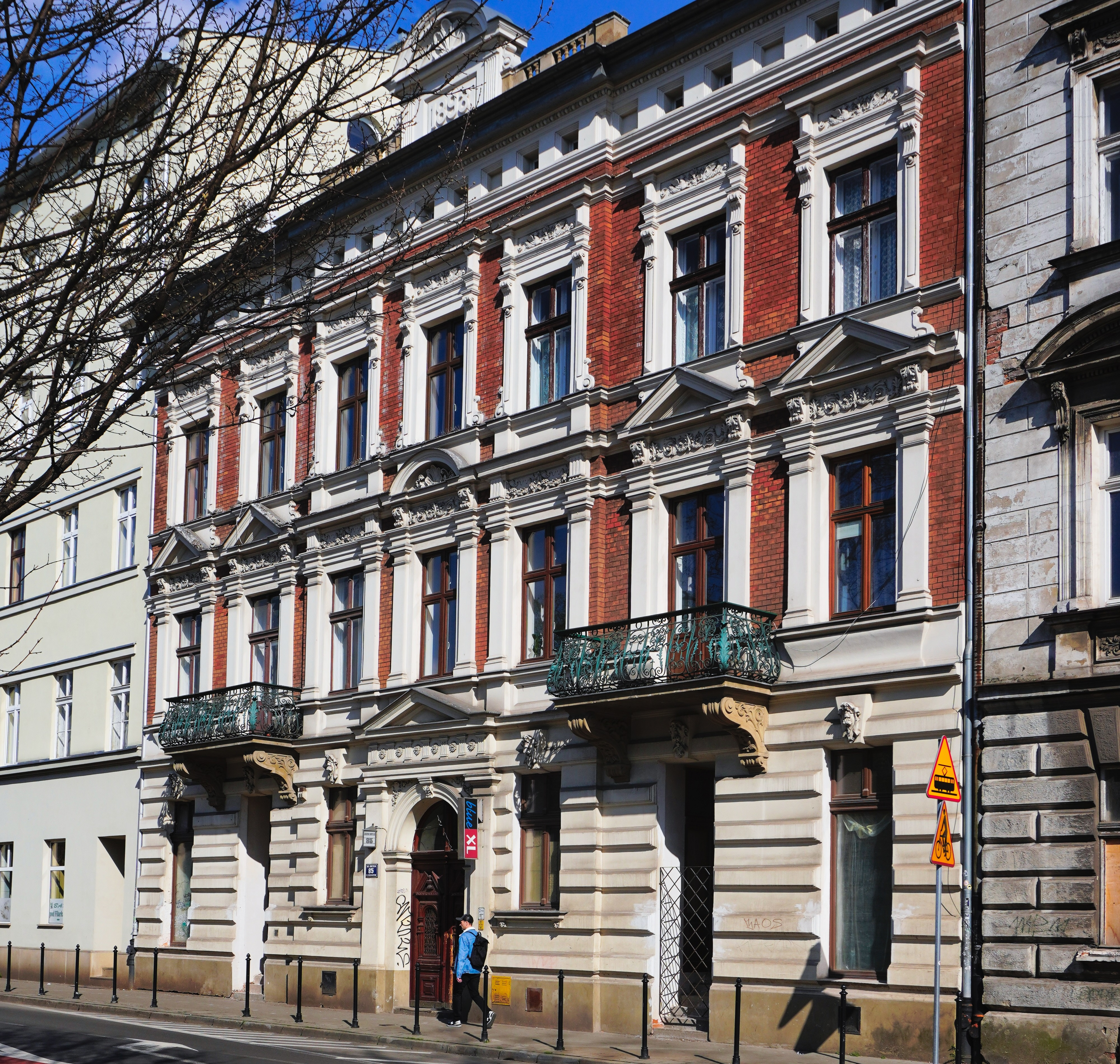
ul. Józefa Dietla 85 Kamienica (proj. Leopold Tlachna, 1893)
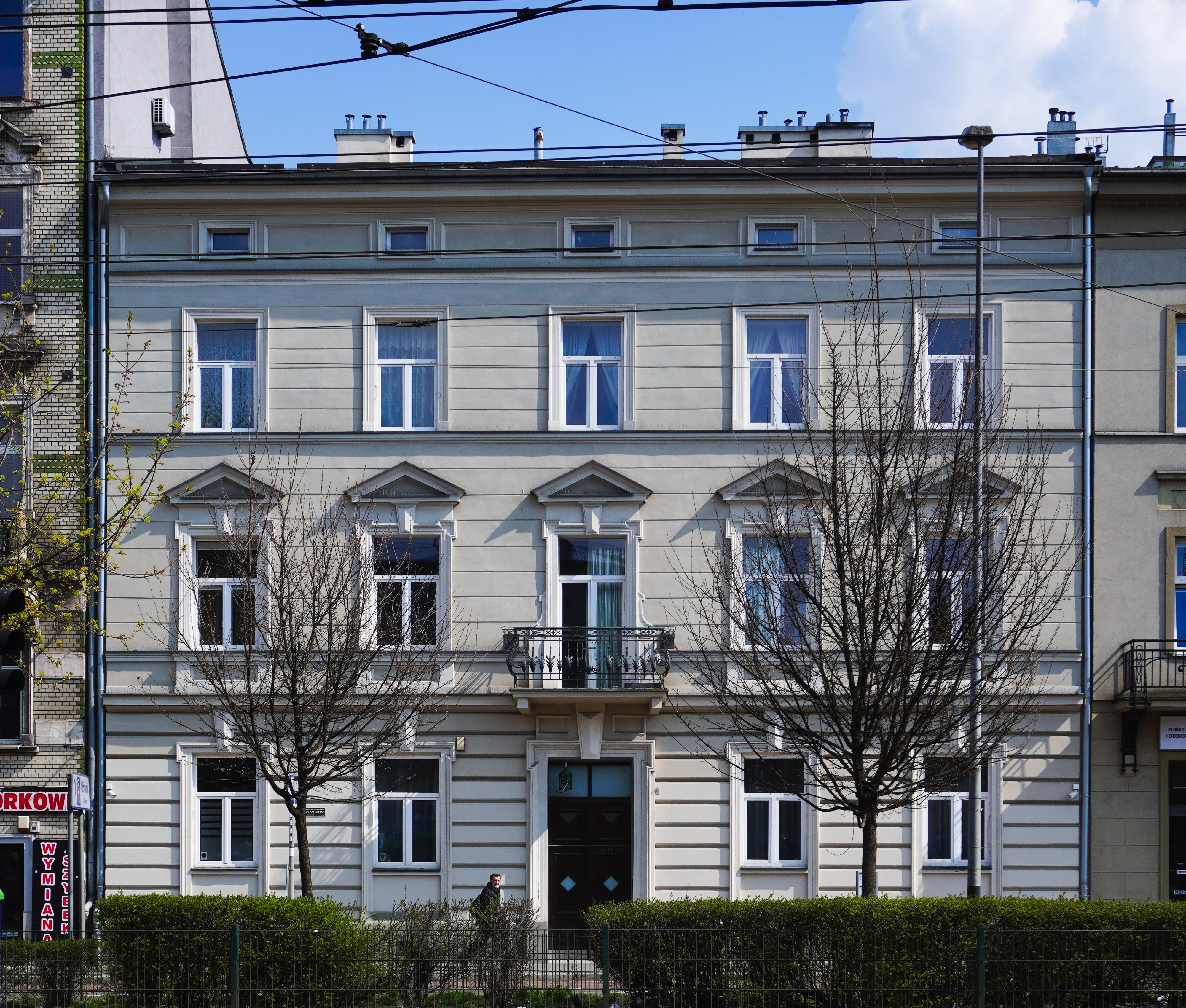
ul. Józefa Dietla 95 Kamienica (proj. Stefan Żołdani, 1883)
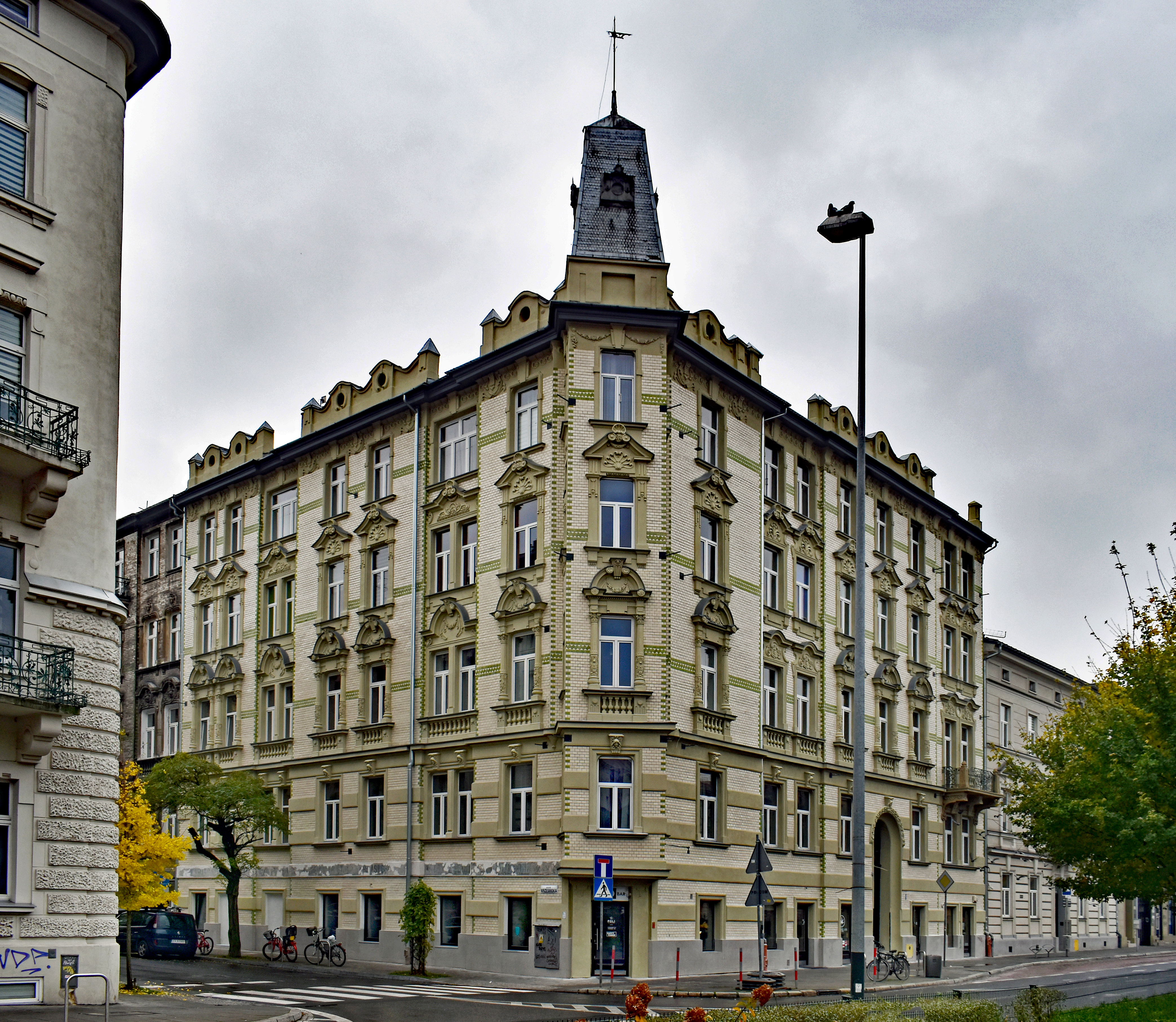
ul. Józefa Dietla 97 Kamienica (proj. Beniamin Torbe, 1884)
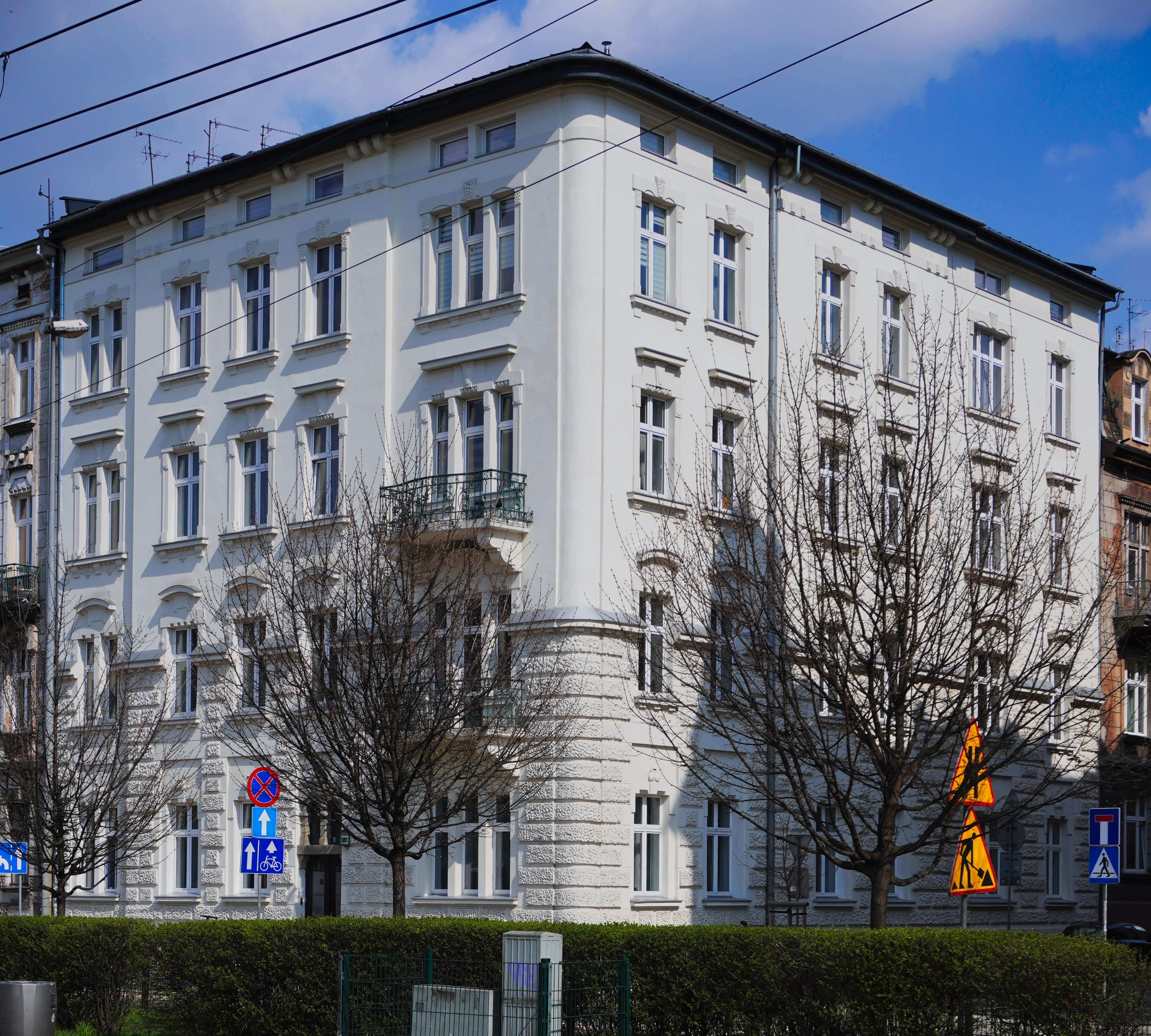
ul. Józefa Dietla 99 Kamienica (1883)
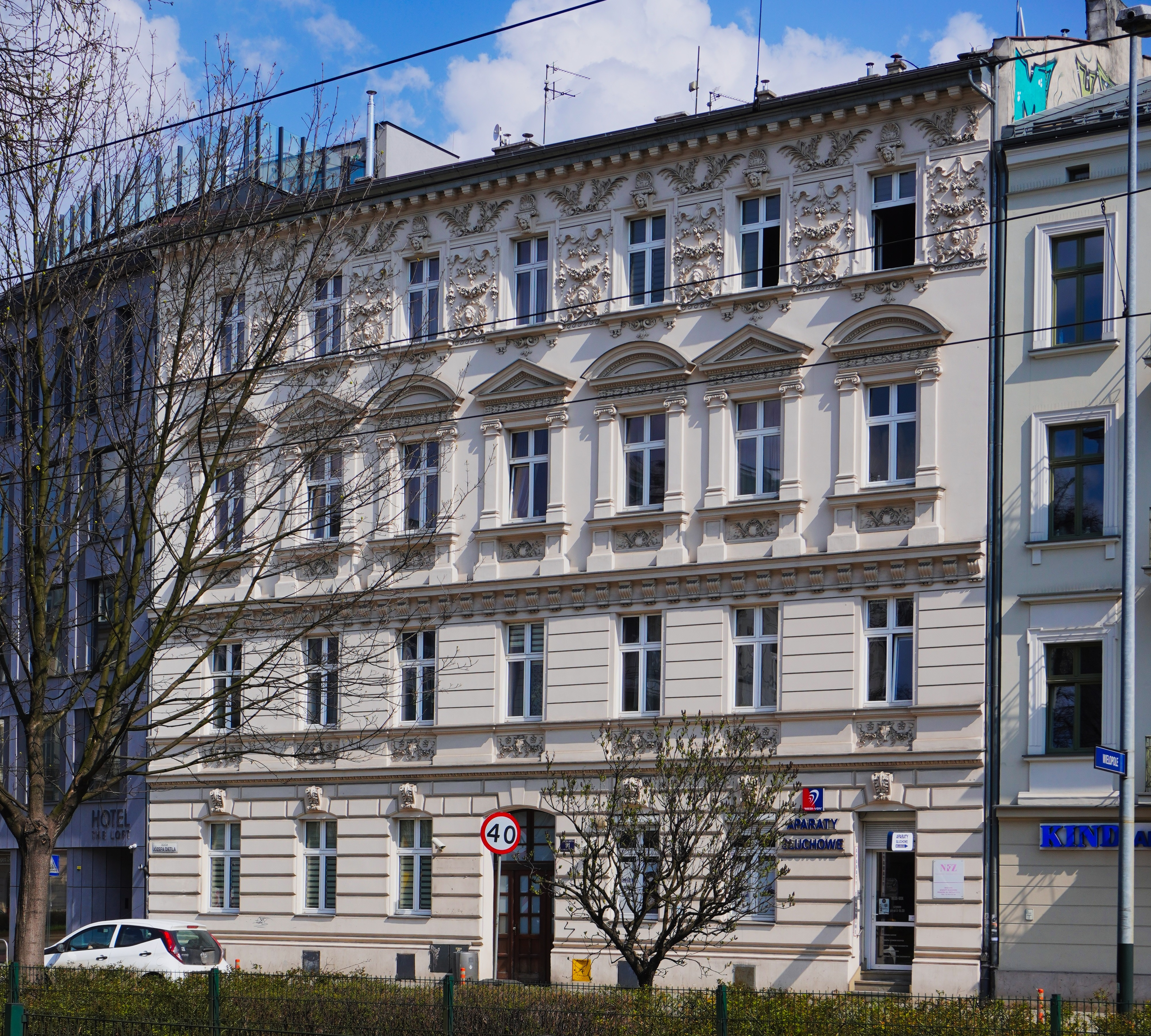
ul. Józefa Dietla 111 Kamienica (proj. Karol Knaus, 1886–1887)